# Közvetlen célpont
A Közvetlen célpont (eredeti cím: Point Blank) 2019-es amerikai akció-thriller, melyet Joe Lynch rendezett és Adam G. Simon írt. A főszereplők Frank Grillo, Anthony Mackie, Marcia Gay Harden, Teyonah Parris, Boris McGiver és Markice Moore.
A film digitálisan jelent meg a Netflixen 2019. július 12-én.

## Szereposztás
| Szereplő              | Színész           | Magyar hang         | Leírás                                                              |
| --------------------- | ----------------- | ------------------- | ------------------------------------------------------------------- |
| Abraham "Abe" Guevara | Frank Grillo      | Barabás Kiss Zoltán | Bűnöző, aki kiakarja fizetni adósságát egy Big D nevű bandavezérnek |
| Paul Booker           | Anthony Mackie    | Varga Gábor         | Kórházi ápoló, aki később kénytelen lesz szövetkezni Abe-val        |
| Regina Lewis hadnagy  | Marcia Gay Harden | Vándor Éva          | Korrupt rendőr                                                      |
| Taryn                 | Teyonah Parris    | Dobó Enikő          | Paul várandós felesége                                              |
| Mateo Guevara         | Christian Cooke   | Seszták Szabolcs    | Abe öccse és bűntársa                                               |
| Big D                 | Markice Moore     | Baráth István       | Bandavezér, aki filmrendező szeretne lenni                          |
| Masterson             | Boris McGiver     | Kerekes József      |                                                                     |

## Produkció
A projektet 2018 júniusában jelentették be, Joe Lynch rendezésével, valamint Frank Grillo és Anthony Mackie főszereplésével. 2018 júliusában Marcia Gay Harden, Teyonah Parris, Boris McGiver és Markice Moore csatlakozott a film szereplőihez. 2018 augusztusában Christian Cooke csatlakozott a stábhoz.
A film forgatása 2018. augusztus 6-án kezdődött Cincinnatiben.